# Список аеропортів Бахрейну
Це список аеропортів Бахрейну. ICAO-коди для Бахрейну починаються з OB.

## Військові аеропорти
В Бахрейні всі військові аеродроми (авіабази) перебувають у підпорядкуванні Повітряних сил Бахрейну. Працюють 3 військових авіабази, з яких один вертодром.

## Карта
- Міжнародні аеропорти
- Військові авіабази